# Đánh giá tư duy
Đánh giá tư duy (tiếng Anh: Thinking Skills Assessment; TSA) hay Kiểm tra tư duy (2021) là một kỳ thi tuyển sinh đại học tại Việt Nam, do Đại học Bách khoa Hà Nội bắt đầu tổ chức từ năm 2020. Bài thi có mục đích nhằm đánh giá khả năng của học sinh về tư duy toán học, tư duy đọc hiểu, tư duy giải quyết vấn đề để có thể học tập tốt nhất tại môi trường giáo dục đại học, đặc biệt cho các ngành nghề về khoa học công nghệ, kinh tế, kỹ thuật, công nghiệp, nông nghiệp, tài chính, ngân hàng, y dược.
Tại Vương quốc Liên hiệp Anh và Bắc Ireland, TSA là bài kiểm tra đầu vào chung, được sử dụng như một phần trong quy trình tuyển sinh cho một số khóa học tại Đại học Cambridge và Đại học Oxford.

## Lịch sử
TSA tại Vương quốc Liên hiệp Anh và Bắc Ireland ban đầu được phát triển và điều hành bởi Cambridge Assessment Admissions Testing. Bài thi được tạo ra nhằm giúp các trường đại học đánh giá và lựa chọn các ứng viên có đủ kỹ năng và yêu cầu cần thiết cho việc học tập ở bậc đại học. Cambridge Assessment Admissions Testing hiện sản xuất và phân phối các tài liệu thực hành, bao gồm các câu hỏi mẫu và các bài thi cũ trên trang web của họ.
Tại Việt Nam, TSA lần đầu tiên được Đại học Bách khoa Hà Nội tổ chức vào năm 2020, sau khi Kỳ thi trung học phổ thông quốc gia được chuyển đổi trở lại thành Kỳ thi tốt nghiệp trung học phổ thông do những tác động của đại dịch COVID-19 tại Việt Nam. Kỳ thi bị hủy bỏ vào năm 2021 vì đại dịch và tiếp tục được tổ chức từ năm 2022 đến nay.

## Hình thức

### 2020–2022
Bài thi Kiểm tra tư duy (2020) và kỳ thi Đánh giá tư duy (2022) bao gồm 3 tổ hợp cho thí sinh tự chọn (K01, K02 và K03). Bài thi tổ hợp diễn ra trong 270 phút, gồm ba phần: phần bắt buộc với môn Toán và Đọc hiểu (120 phút); phần tự chọn 1 gồm các môn khoa học tự nhiên: Lý, Hóa, Sinh (90 phút); phần tự chọn 2 là môn Tiếng Anh (60 phút) hoặc có thể quy đổi các chứng chỉ quốc tế như IELTS. Thí sinh bắt buộc làm các phần thi Toán – Đọc hiểu. Ở phần thi tự chọn, thí sinh có thể chọn phần thi khoa học tự nhiên hoặc tiếng Anh, hoặc cả hai.
Phần thi bắt buộc được tổ chức vào buổi sáng, hai phần tự chọn tổ chức vào buổi chiều để đảm bảo các thí sinh có thể thi cả ba phần.
Bài thi đánh giá tư duy sẽ được thi trên giấy, các câu hỏi là trắc nghiệm và trả lời trên phiếu như thi THPT. Riêng môn Toán và Tiếng Anh có một phần tự luận để đánh giá cách tư duy và khả năng trình bày của các thí sinh.

### 2023–nay
Kể từ năm 2023, bài thi Đánh giá tư duy được thiết kế gồm bốn dạng trắc nghiệm gồm chọn đáp án, trả lời đúng sai, kéo thả và điền vào chỗ trống, chuyển từ thi trên giấy sang máy tính. Bài thi Đánh giá tư duy mới gồm ba phần Toán học, Đọc hiểu và Giải quyết vấn đề, diễn ra trong 150 phút trên máy tính với thang điểm tối đa 100. Các câu hỏi được thiết kế theo ba mức độ tư duy: tái hiện, suy luận và bậc cao. Trong đó, phần tái hiện chiếm 20-30% đề thi, mỗi phần còn lại chiếm 30-40%. Sau khi hoàn thành bài thi, thí sinh được cấp giấy chứng nhận có giá trị trong hai năm, được đăng ký xét tuyển vào bất cứ đại học nào sử dụng kết quả của kỳ thi Đánh giá tư duy.
| Phần thi                   | Số câu hỏi | Thời gian | Điểm tối đa | Mức điểm                                                                          |
| -------------------------- | ---------- | --------- | ----------- | --------------------------------------------------------------------------------- |
| Toán học                   | 40         | 60 phút   | 100         | Dựa theo số lượng thí sinh trả lời đúng mà mỗi câu hỏi có một mức điểm khác nhau. |
| Đọc hiểu                   | 20         | 30 phút   | 100         | Dựa theo số lượng thí sinh trả lời đúng mà mỗi câu hỏi có một mức điểm khác nhau. |
| Khoa học/Giải quyết vấn đề | 40         | 60 phút   | 100         | Dựa theo số lượng thí sinh trả lời đúng mà mỗi câu hỏi có một mức điểm khác nhau. |

## Danh sách đơn vị tuyển sinh sử dụng kết quả kỳ thi
Danh sách 33 đại học, trường đại học và học viện sử dụng kết quả kỳ thi Đánh giá tư duy để xét tuyển đại học năm 2023.
1. Đại học Bách khoa Hà Nội
2. Trường Đại học Công nghệ Giao thông Vận tải
3. Trường Đại học Giao thông Vận tải
4. Trường Đại học Kinh tế Quốc dân
5. Trường Đại học Bách khoa, Đại học Đà Nẵng
6. Trường Đại học Thủy lợi
7. Trường Đại học Xây dựng Hà Nội
8. Trường Đại học Mỏ – Địa chất
9. Học viện Tài chính
10. Trường Đại học Sư phạm Kỹ thuật Hưng Yên
11. Trường Đại học Kinh tế Kỹ thuật Công nghiệp
12. Trường Đại học Thương mại
13. Trường Đại học Công nghiệp Hà Nội
14. Trường Đại học Dược Hà Nội
15. Trường Đại học Mở Hà Nội
16. Trường Đại học Hà Nội
17. Trường Đại học Công nghệ Đông Á
18. Trường Đại học Kinh tế Nghệ An
19. Trường Đại học Vinh
20. Trường Đại học Hồng Đức
21. Trường Đại học Dầu khí Việt Nam
22. Trường Đại học Công nghệ và Quản lý Hữu nghị
23. Trường Đại học Quy Nhơn
24. Trường Đại học Nguyễn Trãi
25. Trường Đại học Đông Đô
26. Trường Đại học Chu Văn An
27. Học viện Chính sách và Phát triển
28. Trường Đại học Hải Phòng
29. Học viện Công nghệ Bưu chính Viễn thông
30. Trường Đại học Lâm nghiệp
31. Trường Đại học Thái Bình
32. Trường Đại học Sư phạm Kỹ thuật Vinh
33. Trường Đại học Quốc tế Bắc Hà

## Danh sách kỳ thi Đánh giá tư duy
| Năm  | Đợt thi                            | Ngày                               | Điểm thi                                                                                    |
| ---- | ---------------------------------- | ---------------------------------- | ------------------------------------------------------------------------------------------- |
| 2020 | —                                  | 15 tháng 8                         | Hà Nội, Thanh Hóa                                                                           |
| 2021 | Không tổ chức vì đại dịch COVID-19 | Không tổ chức vì đại dịch COVID-19 | Không tổ chức vì đại dịch COVID-19                                                          |
| 2022 | —                                  | 15 tháng 7                         | Hà Nội, Hải Phòng, Nghệ An, Tuyên Quang, Đà Nẵng                                            |
| 2023 | 1                                  | 10 tháng 6                         | Hà Nội, Nghệ An, Thái Nguyên, Hải Phòng, Đà Nẵng, Thanh Hóa, Nam Định, Hưng Yên, Quảng Ninh |
| 2023 | 2                                  | 17 tháng 6                         | Hà Nội, Nghệ An, Thái Nguyên, Hải Phòng, Đà Nẵng, Thanh Hóa, Nam Định, Hưng Yên, Quảng Ninh |
| 2023 | 3                                  | 8 tháng 7                          | Hà Nội, Nghệ An, Thái Nguyên, Hải Phòng, Đà Nẵng, Thanh Hóa, Nam Định, Hưng Yên, Quảng Ninh |
| 2024 | 1                                  | 2 tháng 12                         | Hà Nội, Hải Phòng, Quảng Ninh, Thái Nguyên, Nam Định, Nghệ An, Thanh Hóa, Đà Nẵng           |
| 2024 | 2                                  | 20 tháng 1                         | Hà Nội, Hải Phòng, Quảng Ninh, Thái Nguyên, Nam Định, Nghệ An, Thanh Hóa, Đà Nẵng           |
| 2024 | 3                                  | 9 tháng 3                          | Hà Nội, Hải Phòng, Quảng Ninh, Thái Nguyên, Nam Định, Nghệ An, Thanh Hóa, Đà Nẵng           |
| 2024 | 4                                  | 27 tháng 4                         | Hà Nội, Hải Phòng, Quảng Ninh, Thái Nguyên, Nam Định, Nghệ An, Thanh Hóa, Đà Nẵng           |
| 2024 | 5                                  | 8 tháng 6                          | Hà Nội, Hải Phòng, Quảng Ninh, Thái Nguyên, Nam Định, Nghệ An, Thanh Hóa, Đà Nẵng           |
| 2024 | 6                                  | 15 tháng 6                         | Hà Nội, Hải Phòng, Quảng Ninh, Thái Nguyên, Nam Định, Nghệ An, Thanh Hóa, Đà Nẵng           |
| 2025 | 1                                  | 18 tháng 1                         | Hà Nội, Hải Phòng, Quảng Ninh, Thái Nguyên, Nam Định, Nghệ An, Thanh Hóa, Đà Nẵng, Lào Cai  |
| 2025 | 2                                  | 8 tháng 3                          | Hà Nội, Hải Phòng, Quảng Ninh, Thái Nguyên, Nam Định, Nghệ An, Thanh Hóa, Đà Nẵng, Lào Cai  |
| 2025 | 3                                  | 26 tháng 4                         | Hà Nội, Hải Phòng, Quảng Ninh, Thái Nguyên, Nam Định, Nghệ An, Thanh Hóa, Đà Nẵng, Lào Cai  |